# Bactrocera cilifera
Bactrocera cilifera
 es una especie de díptero que Friedrich Georg Hendel describió por primera vez en 1912. Bactrocera cilifera pertenece al género Bactrocera de la familia Tephritidae. 